# Ostrów (powiat przeworski)
Ostrów – wieś w Polsce położona w województwie podkarpackim, w powiecie przeworskim, w gminie Gać.
W miejscowości ma swoją siedzibą rzymskokatolicka parafia św. Fabiana i św. Sebastiana.
W latach 1975–1998 miejscowość należała administracyjnie do województwa przemyskiego.

## Historia
Wieś usytuowana jest na cyplu moreny czołowej, która wbija się swoimi wysokimi brzegami w równą jak stół dolinę Markówki (dopływ Mleczki). Nazwa „ostrów” to dawne określenie oznaczające wyspę na rzece lub bagnach.
Pierwsze wzmianka o wsi pochodzi z 1375 roku, kiedy Otton z Pilczy herbu Topór nadał rycerzowi Wierzbieńcie wieś Mikulicze (ob. Mikulice), jednocześnie wymienia w nim wsie sąsiednie jak: Ostrów, Nizaczyce (Niżatyce), Sethescha (Sietesz). Potem te dobra dziedziczyła Elżbieta Granowska z Pileckich (1372–1420). Była jedynym dzieckiem wojewody sandomierskiego dziedzica Sieteszy Ottona z Pilczy i Jadwigi Melsztyńskiej (córki Jana, matki chrzestnej Jagiełły, siostry Spytki). Gdy w 1384 roku zmarł jej ojciec, odziedziczyła po nim ogromne posiadłości łańcuckie oraz Ostrów i Pilicę stając się najbogatszą panną w Polsce. Podczas trwającego 13 lat małżeństwa z Wincentym Granowskim Elżbieta urodziła dwóch synów i trzy córki. Zorganizowała tu parafię przed 1391 rokiem. 12 grudnia 1410 roku Elżbieta została wdową i poślubiła 2 maja 1417 w Sanoku króla Władysława Jagiełłę, i tak Ostrów stały się miejscowością królewską.
W 1515 roku, Niżatyce należały do tzw. klucza kańczudzkiego. Wieś płaciła podatek zw. poborem z 8 łanów kmiecych. Ostrów w 1583 roku należał do rodu Jarosławskich i płacił podatek z 16 ¼ łanu kmiecego i od 2 młynów wodnych. Oprócz kmieci wieś zamieszkiwało 12 zagrodników posiadający swoje domy na gruncie pana lub sołtysa, za użytkowany grunt płacili wyższy czynsz, 6 zagrodników najemnych osadzonych na ziemi gminnej, 4 komorników posiadających bydło, 20 komorników najemnych tzw. „gołych”, 4 czeladzi i 1 fachowiec od młynów wodnych. W tym samym roku część wsi przejął Konstanty Korniakt w tym: 8 łamów kmiecych, 3 zagrodników osadzonych na ziemi pana lub sołtysa, 5 zagrodników najemnych, 6 komorników posiadających bydło, 7 komorników najemnych tzw. gołych i 3 młyny wodne.
W 1589 roku była to wieś szlachecka Ostrow,  położona w ziemi przemyskiej województwa ruskiego, która posiadała 8 łanów kmiecych.
W 1628 roku Ostrów w regestrach poborowych był wzmiankowany wspólnie z Niedzwiadzą (obecnie Wolica), te wsie miały 13 łanów i wchodziły w skład klucza białobockiego, którego właścicielem od 1624 roku była wdowa po Konstantynie Korniakcie. W latach 1651 i 1658 wieś była wzmiankowana jako Ostrow et Niedzwiedza, a klucz białobocki był od 1637 roku własnością Karola Franciszka Korniakta. W 1674 roku wieś była wzmiankowana wspólnie z Mikulicami.

## Kościół
Parafia św. Fabiana i św. Sebastiana w Ostrowie została erygowana 26 stycznia 1601 roku przez biskupa Wawrzyńca Goślickiego. Parafia została uposażona przez Konstantego Korniakta, a w jej skład weszły Ostrów i Mikulice. W 1624 roku drewniany kościół został spalony przez Tatarów. W 1627 roku zbudowano nowy kościół, który w 1708 roku został konsekrowany. Z tamtego kościoła pozostał w wieży obecnej świątyni dzwon z 1645 roku. W XIX wieku do parafii przyłączono Białoboki. W latach 1938–1940 zbudowano murowany kościół, który został poświęcony w 1940 roku. 27 października 2002 roku odbyła się konsekracja kościoła, której dokonał abp Józef Michalik.
Na starej części cmentarza znajduje się neogotycka XIX-wieczna kaplica grobowa.

## Zabytki
- Zabytkowy cmentarz w Ostrowie – obiekt wpisany do rejestru zabytków nieruchomych województwa podkarpackiego[15].

### Inne
- Kościół z lat 30. XX wieku, barokowe ołtarze i chrzcielnica, dzwon na wieży z 1645 roku.